# بخش کنگره (شهرستان وین، اوهایو)
بخش کنگره (به انگلیسی: Congress Township) یک منطقهٔ مسکونی در ایالات متحده آمریکا است که در شهرستان وین، اوهایو واقع شده‌است.
 بخش کنگره ۱۱۲٫۶ کیلومتر مربع مساحت و ۴٬۴۳۵ نفر جمعیت دارد و ۳۴۵ متر بالاتر از سطح دریا واقع شده‌است.